# Pierna de Daniel Sickles

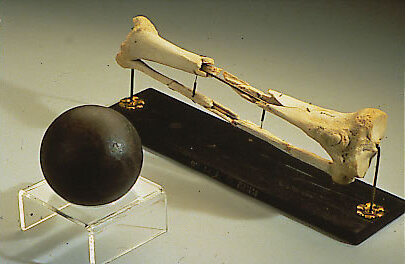
Huesos de la pierna de Sickles en exhibición.

La pierna de Daniel Sickles, específicamente la pierna derecha amputada del general del Ejército de la Unión Daniel Sickles, perdida después de una herida de bala de cañón sufrida en la Batalla de Gettysburg el 2 de julio de 1863, se exhibe en el Museo Nacional de Salud y Medicina.
Sickles era un expolítico de Nueva York que ingresó al ejército después del estallido de la Guerra de Secesión estadounidense en 1861. Después de comandar originalmente la Brigada Excelsior, Sickles fue ascendido a general de división en 1862 y luego comandó el III Cuerpo en las batallas de Chancellorsville y Gettysburg. En Gettysburg, Sickles hizo avanzar al III Cuerpo desde su posición asignada, y fue destrozado por un ataque confederado. Durante el combate, fue alcanzado en la pierna por un disparo de bala de cañón; la herida luego requirió amputación por encima de la rodilla. Después de la amputación, la extremidad fue donada al Museo Médico del Ejército (ahora el Museo Nacional de Salud y Medicina), donde se usó como ejemplo de enseñanza del trauma del campo de batalla. Sickles a veces visitó la extremidad después, y sigue siendo una atracción popular en el museo.

## Antecedentes

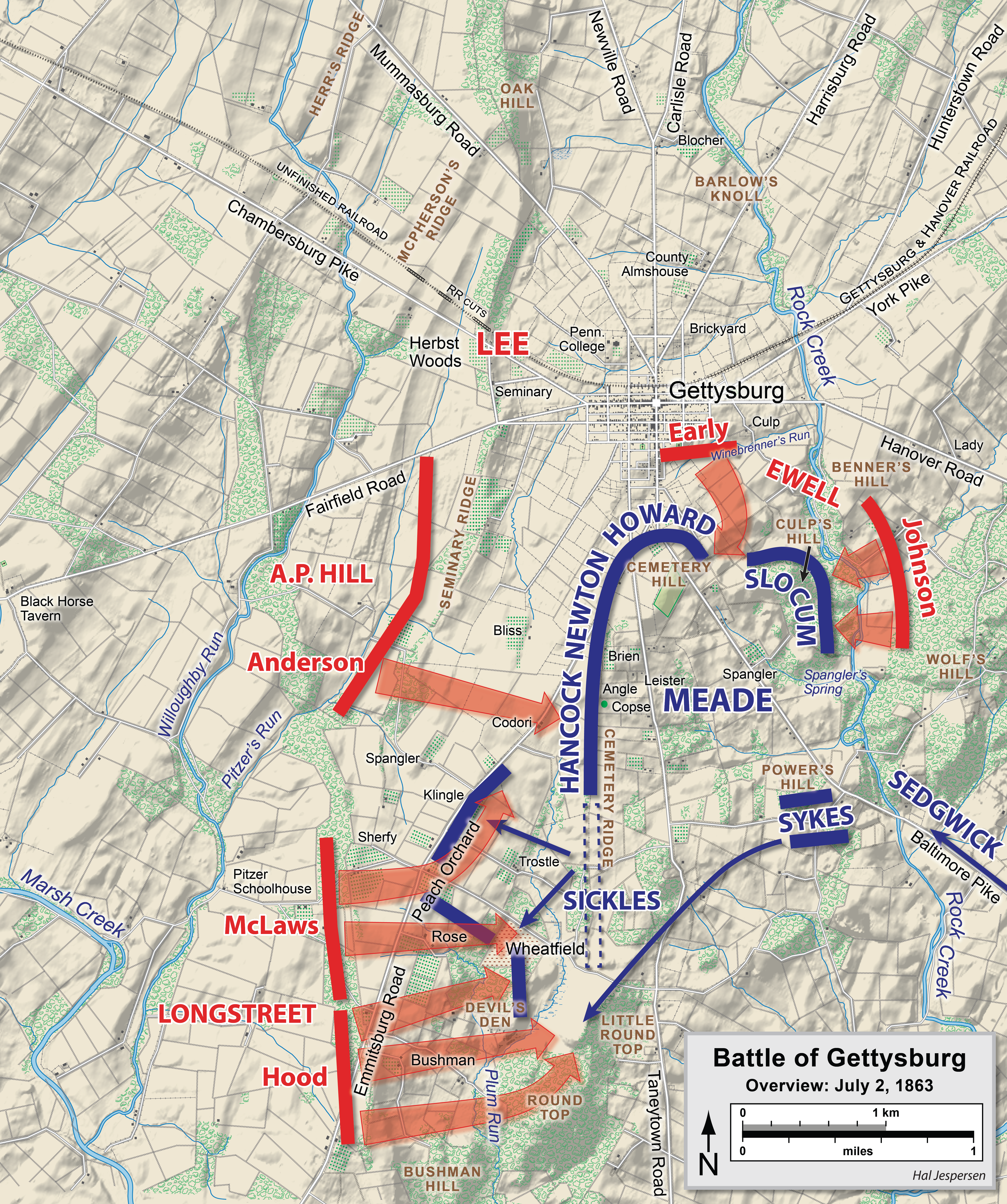
2 de julio en Gettysburg. La línea de Sickles es la línea azul a la izquierda, cerca de Peach Orchard.

Sickles nació el 20 de octubre de 1819 en la ciudad de Nueva York. Ingresó a la política y sirvió en el Congreso de los Estados Unidos desde 1857 hasta 1861. En 1859, ganó notoriedad por disparar y matar a Philip Barton Key II por una aventura que Key tuvo con la esposa de Sickles. Sickles alegó con éxito locura temporal por primera vez en la historia de los Estados Unidos. Después del estallido de la Guerra de Secesión estadounidense en 1861, se unió al Ejército de la Unión y fue nombrado general de brigada. Originalmente al mando de la Brigada Excelsior, fue ascendido a mayor general en noviembre de 1862 y comandó una división en la Batalla de Fredericksburg y el III Cuerpo en la Batalla de Chancellorsville; también lideraría el III Cuerpo en la Batalla de Gettysburg.

## Herida en la pierna y exhibición posterior
Temprano el 2 de julio de 1863, con la Batalla de Gettysburg en curso, Sickles se preocupó por la idoneidad de la posición que se asignó al III Cuerpo para defender. Más tarde decidió abandonar la posición que le habían asignado y movió sus tropas hacia otra línea a lo largo de Emmitsburg Road. Si bien esta nueva posición tenía algunas características positivas, también estaba expuesta y la posición anterior había sido adecuada. Las tropas confederadas comandadas por James Longstreet atacaron la nueva posición de Sickles y el III Cuerpo fue sobrepasado. Con su línea desmoronándose, Sickles cabalgó hasta la parte del III Cuerpo en Peach Orchard, que se estaba desmoronando. Después de observar la retirada del 141.º Regimiento de Infantería de Pensilvania, se dirigió hacia Trostle Farm.
Después de subirse a un montículo para tener una mejor vista de la pelea, Sickles recibió un disparo sólido de una bala de cañón de 12 libras (5,4 kg) en la pierna derecha. El disparo no sobresaltó al caballo de Sickles, que desmontó y le aplicaron un torniquete en la herida. Después de transferir el mando del III Cuerpo a David B. Birney, Sickles fue sacado del campo en una camilla mientras fumaba un cigarro. La lesión le había roto ambos huesos (la tibia y el peroné) de la parte inferior de la pierna derecha. El director médico del III Cuerpo, Thomas Sim, realizó una amputación de la pierna de Sickles. Inicialmente se pensó que el corte podría hacerse por debajo de la rodilla, pero luego de una inspección más detallada se determinó que el daño era más severo de lo que se pensaba y se requería una amputación por encima de la rodilla. El general había sido anestesiado con cloroformo antes de la amputación. Después de que le cortaron la extremidad, fue conservada, posiblemente por Sim.
Consciente de que el Museo Médico del Ejército (desde entonces rebautizado como Museo Nacional de Salud y Medicina) se había fundado recientemente, Sickles envió la pierna al museo en una caja con forma de ataúd, ya que había comenzado a acumular «especímenes de anatomía mórbida». La tibia y el peroné dañados se estabilizaron con alambre y se usaron como muestra de museo. Los huesos se usaron como un ejemplo de enseñanza del trauma del campo de batalla. Sickles se recuperó rápidamente de la lesión, pero nunca volvió a tener un mando de campo. A veces visitaba la extremidad en el aniversario de su pérdida, y a veces traía visitantes con él, incluido, en una ocasión, Mark Twain, quien declaró que creía que el general valoraba la pierna perdida más que la que aún le quedaba. En su primera visita a la extremidad, Sickles supuestamente reprendió al museo por no preservar su pie también. Se retiró del ejército en 1869, fue diplomático en España, cumplió otro mandato en el Congreso y murió el 3 de mayo de 1914 a los 94 años.
Desde entonces, los huesos de la pierna se han encerrado en una caja de vidrio y, a partir de 2014, se informó que es una de las exhibiciones más solicitadas del museo. Durante un tiempo en 2011, los huesos se exhibieron en Fort Detrick, pero a partir de 2021 se exhibirán nuevamente en el Museo Nacional de Salud y Medicina. Los huesos están unidos a un soporte de madera con puntas de metal y se exhiben junto a una bala de cañón del tipo que causó la herida.